# Dixie Dean
William Ralph Dixie Dean (sinh 22 tháng 1 năm 1907 – mất 1 tháng 3 năm 1980) là một cựu cầu thủ bóng đá người Anh. Ông được công nhận là một trong những cầu thủ xuất sắc nhất trong thế hệ của mình và được đưa vào Ngôi đền của những huyền thoại bóng đá Anh vào năm 2002.
Sinh ở Birkenhead, ông bắt đầu sự nghiệp của mình tại câu lạc bộ quê nhà Tranmere Rovers trước khi chuyển sang chơi cho Everton, câu lạc bộ mà ông ủng hộ khi còn là một đứa trẻ.Ông đặc biệt nổi tiếng với việc ghi bàn bằng đầu.Ông đã chơi phần lớn sự nghiệp của mình ở câu lạc bộ Everton trước khi ông bị những chấn thương hành hạ và ông chuyển sang Notts County để đón nhận những thử thách mới.Ông được biết đến với chiến công ở mùa giải 1927-28 khi ông lập kỷ lục ghi 60 bàn thắng ở giải vô địch quốc gia Anh.Ông cũng ghi 18 bàn sau 16 lần ra sân cho Đội tuyển Anh.
Một bức tượng của ông đã được tạc và khánh thành bên ngoài sân vận động Goodison Park vào tháng 5 năm 2001. Một năm sau ông trở thành một trong 22 cầu thủ được ghi danh vào Ngôi đền của những huyền thoại bóng đá Anh. Dean trở thành cầu thủ đầu tiên của Everton khoác chiếc áo số 9, trở thành biểu tượng tại câu lạc bộ.

## Danh hiệu
Everton
- Football League First Division (2): 1927-28, 1931-32
- Second Division Championship (1): 1930-31
- FA Charity Shield (2): 1928, 1932
- FA Cup (1): 1932-33
- Central League Championship (1): 1937-38

Sligo Rovers
- League of Ireland Á quân (1): 1938-39
- FAI Cup Á quân (1): 1938-39